# Helicoprion
Helicoprion är ett utdött släkte hajliknande fiskar i ordningen Eugeneodontida där samtliga arter är kända för att ha bisarra käkar. Namnet Helicoprion syftar just på fiskarnas käkar som var spiralformade och fulla med vassa tänder. Helicoprion levde för cirka 290–250 miljoner år sedan under Perm.

## Beskrivning
Samtliga arter var broskfiskar som dagens hajar och rockor, och påminde troligtvis om moderna, större hajar med undantag för käkens form. Käkar och tänder är de enda skelettdelar som består av kalcium hos broskfiskar och därför den vanligaste kroppsdelen att bevaras som fossil. Därför är det också svårt att avgöra exakt hur djuren såg ut i övrigt samt hur stora de kunde bli. 
2011 hittades en “spiralkäke”, en karaktäristisk kroppsdel för Helicoprion, av typarten H. bessonowi i Idaho, USA. Spiralkäken mätte 45 cm i diameter och antas komma från ett djur som var upp till tio meter långt. Men redan så tidigt som 1980 hittade man en ännu större käke som var 60 cm lång och tillhörde ett djur som troligtvis var 12 meter långt. Spiralkäken som hittades 1980 beskrevs först vetenskapligt 2013, och troligtvis är Helicoprion den största eugenodonten som funnits.

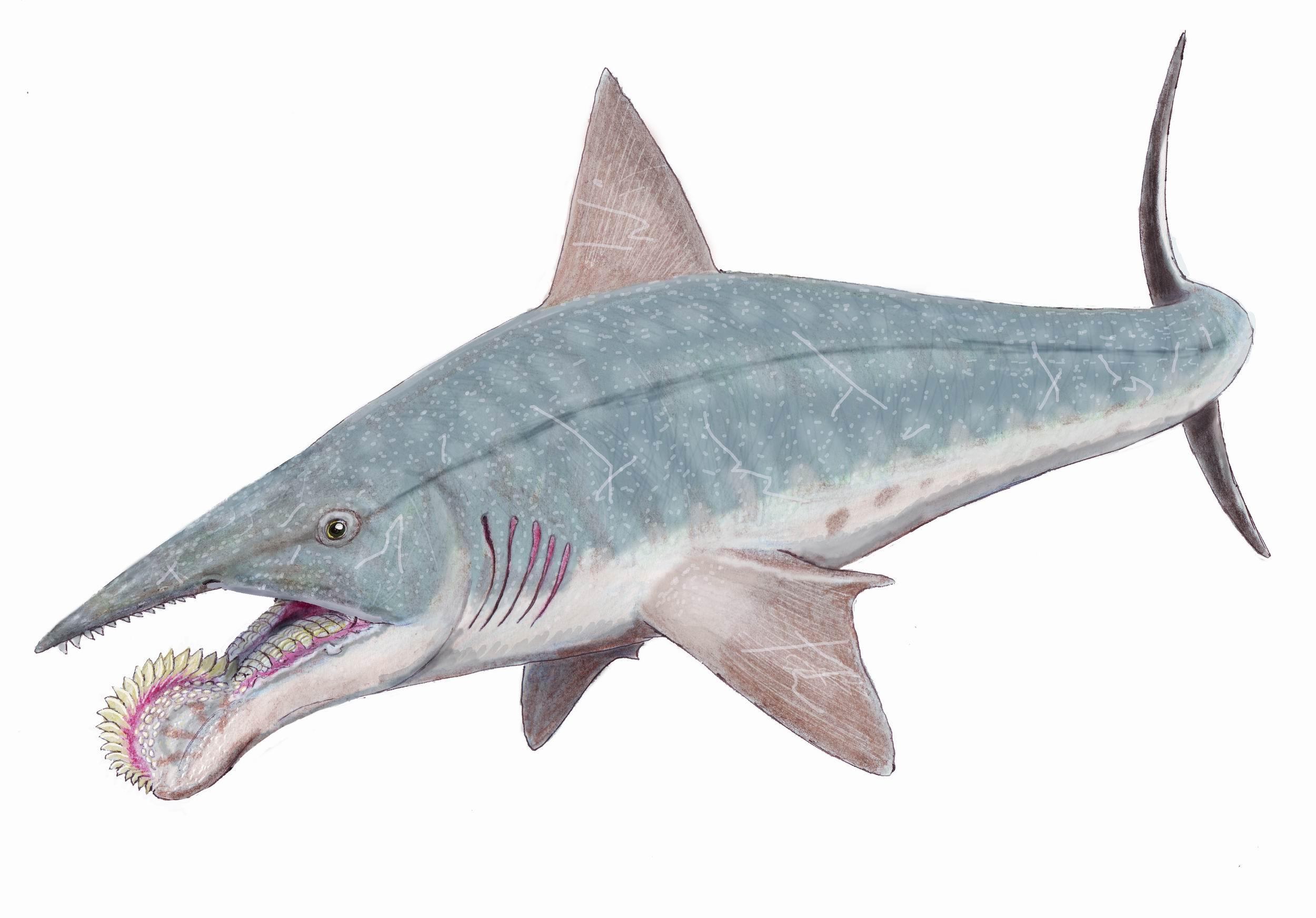
Föråldrad illustration av H. bessonowi, med spiralstrukturen placerad längst fram i underkäken.

Käkens utseende hos H. bessonowi är ändock ganska känt. Flera exemplar har hittats, en del fossil är okompletta men visar ändå på ett tydligt spiralformat mönster som påminner något om en ammonit. Käken kantas av taggiga tänder.
Det råder fortfarande viss oenighet bland forskare och paleontologer var käken var placerad. (De första decennierna efter upptäckten rådde oenighet om "spiralkäken" ens var en käke. Flera forskare menade att den var placerad som en sorts ryggfena som kunde användas som försvar.) En teori är att broskfiskarna skulle ha spiralen utåtriktad och nedåt. En del anser att käken är utåtriktad, men istället är placerad vid hajens nos.
Den mest erkända och troligaste teorin är dock att spiralkäken utgjorde en del av hajens underkäke och satt djupt nedbäddad i munnen. Fisken skulle då ha kunnat kapa av delar av sina bytesdjur effektivt så fort den högg till, eftersom tänderna var lodrätt placerade i käken, likt ett sågband.

## Paleobiologi och systematik
Helicoprions levnadssätt är ganska så okänt. Det är inte helt klarlagt hur käkarna fungerade eller hur djuren jagade. Dessutom är det ibland svårt att enbart utifrån fossila käkar klassificera arter och vilken käke som tillhör vilken art. Hos typarten H. bessowini är det få tänder på spiralkäkarna som är skadade, och troligtvis åt fiskarna mjuka blötdjur som bläckfiskar.
Allmänt känt är ändå att det fanns tre arter: H. bessonowi, H. davisii, H. ergasaminon och beroende på klassificering så tillkommer ytterligare tre arter: H. karpinskii, H. mexicanus och H. svalis.

### H. bessonowi
Typarten för släktet, som beskrevs så tidigt som 1899 av den ryska geologen Aleksandr Karpinskij. Fossil har påträffats i Uralbergen i Ryssland samt i USA. Det var Karpinskij som formulerade den första hypotesen om spiralkäkens placering. Det är dock högst osannolikt att käken skulle ha varit placerad vid nospartiet och utåtriktad, av praktiska skäl.
H. bessonowis käkar har betydelse inom studier av djurens paleobiologi. När djuren växte, gjorde käken det med och formade ännu mer spiraler. Äldre tänder pressades längre ner i den växande spiralen och ersattes av nyare, vilket fick käkens diameter att öka med hajens ålder.

### H. davisii

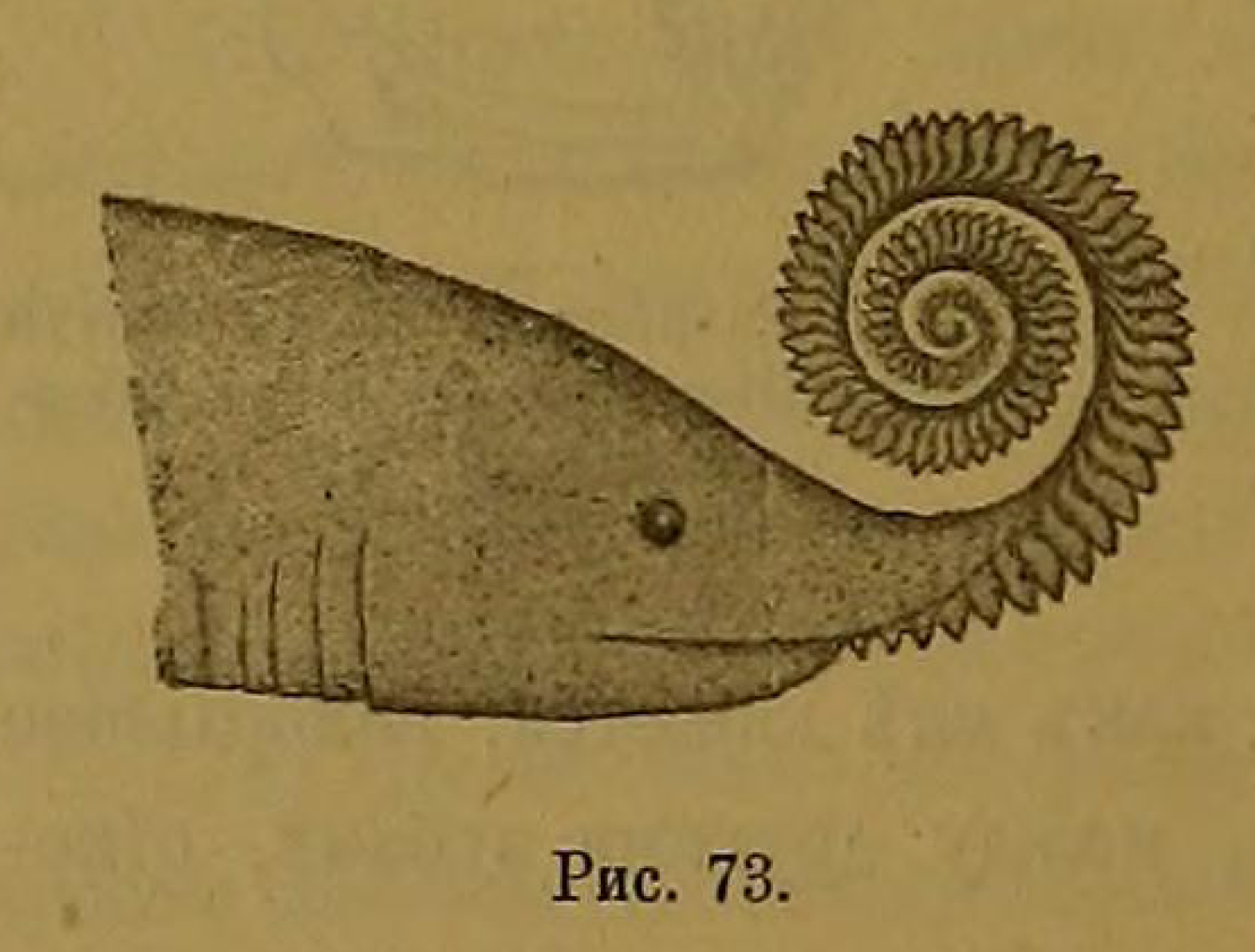
Karpinskijs hypotes från 1899 kring spiralkäkens placering

H. davisii är en annan systematisk erkänd art och klassificerades utifrån 15 tänder som hittades i västra Australien. Tänderna beskrevs redan så tidigt som 1886 av H. Woodward och skiljer sig från H. bessonowis tandstruktur. Senare hittades två kompletta spiralkäkar med samma slags tänder, också de i västra Australien. Spiralkäken är utmärkande för att den är mycket bredare än käkarna hos H. bessonowi.
Fossil från H. davisii har även påträffats i Nevada, och de vitt skilda fyndplatserna beror på att djuren hade ett brett utbredningsområde under sin levnad.

### H. ergasaminon
Den minst kända arten av de tre klassificerade. Inte mycket är känt kring dess levnadssätt eller systematik och arten är mer sällsynt än de andra två. En spiralkäke hittades i Phosphoria Formation, Idaho, USA och beskrevs i detalj 1966 av Svend Erik Bendix-Almgreen. Flera liknande käkar har hittats i samma område, och den nu försvunna holotypen “Idaho 5” hade skador på tänderna och märken på käken troligtvis orsakade av födointag. Tändernas utseende skiljer sig både från H. bessonowi och H. davisii i och med att de är något böjda istället för raka.

### Övriga arter
De andra tre arterna H. karpinskii, H. mexicanus och H. svalis är ännu inte vetenskapligt klassificerade som arter eftersom det är svårt att bedöma om käkfossilet som hittats tillhör en egen art eller någon av de tre ovannämnda arterna.

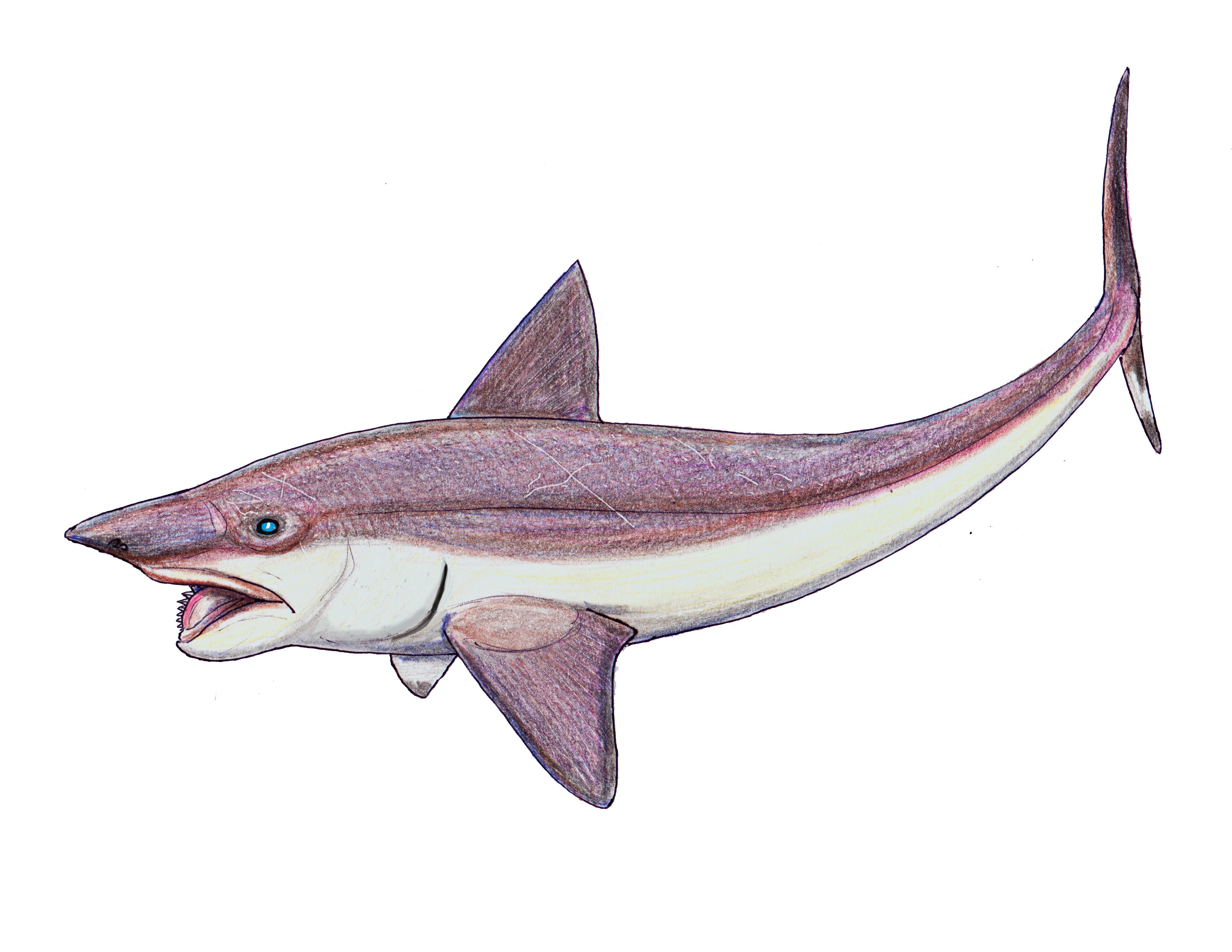
Helicoprions troligaste utseende

## Utbredning
Helicoprion levde under tidig Perm för cirka 290–250 miljoner år sedan. Fossil har påträffats i dagens Nordamerika som Idaho eller nordliga Kanada samt i Mexiko, och i Uralbergen i Ryssland. Men fossilfynden skiljer sig från art till art. Med hänsyn till fyndplatsernas geografiska läge, är det troligt att Helicoprion simmade omkring och levde längs med Gondwanas och senare Pangaeas sydvästra kustområden. 

## Utdöende
Helicoprion dog så småningom ut för cirka 250–225 miljoner år sedan, under Trias. Det är inte helt klarlagt vad som orsakade utdöendet, men troligtvis berodde det på att Jordens klimat och havens miljö förändrades under Perm-Trias-utdöendet, samt att Pangea började bildas vilket förändrade djurens livsmiljö.